# 신중원
신중원
•	출생: 1995년
•	종족: 저그
•	소속팀: STX SouL 
•	활동 분야: 스타크래프트 I 프로게이머, 리그 오브 레전드 코치
1. 스타크래프트 I 프로게이머
STX SouL
2. 리그 오브 레전드 코치
Awesome spea